# Werra (Kamera)

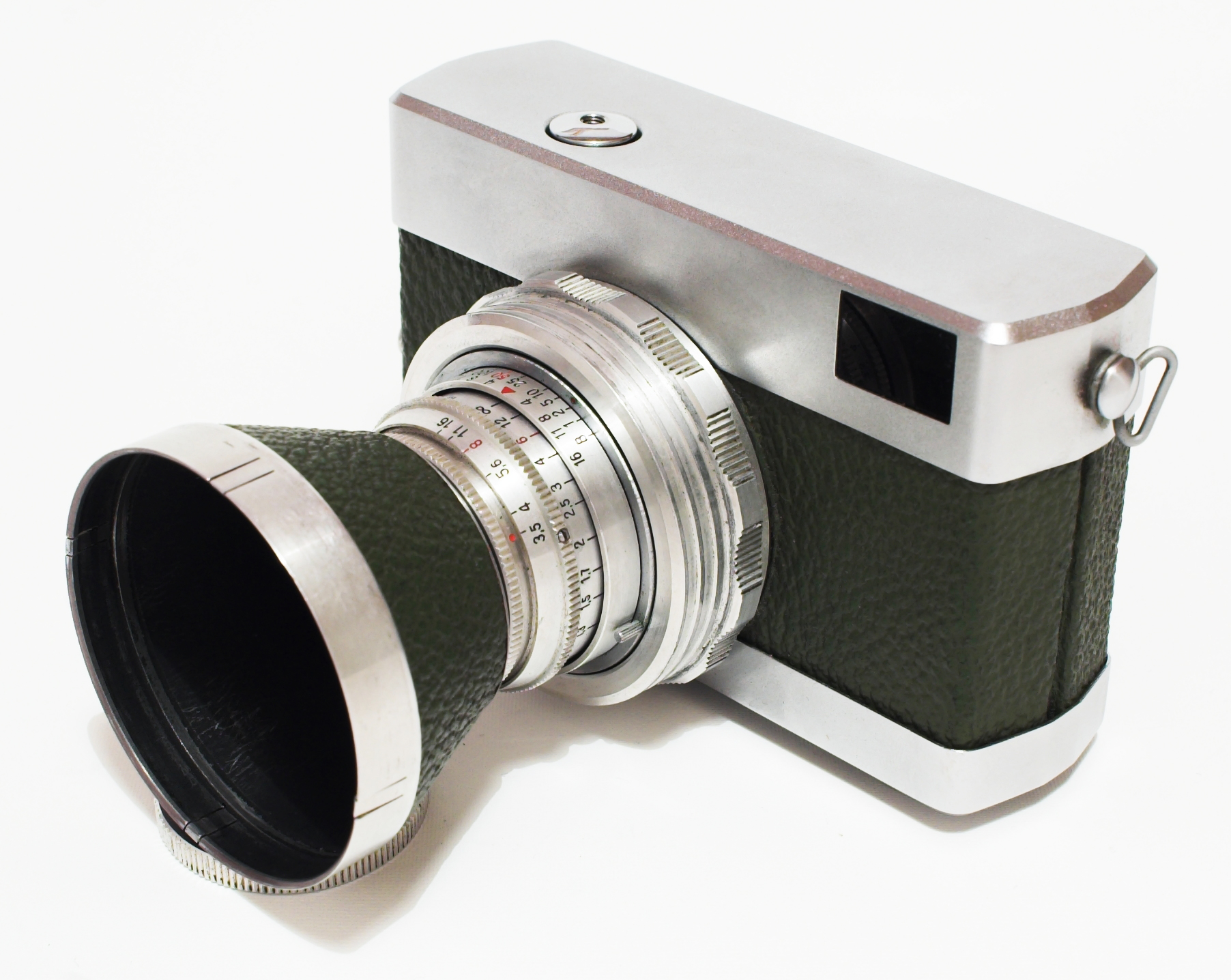
Werra I mit grünen Vulkanitbelag

Die Werra Kamera war eine Kleinbildkamera des VEB Carl Zeiss Jena die von 1954 bis 1966 in Eisfeld produziert wurde.
Je nach Ausstattungsvariante der Kamera besaß sie Wechselobjektiv, Messsucher und einen eingebauten fotoelektrischen Belichtungsmesser. Außergewöhnlich war der Filmtransport mittels Drehung eines Rings am Objektiv.
Die Kamera wurde von Grund auf neu konzipiert. Konstrukteure waren Werner Broche und Kurt Wagner.
Als Wechselobjektiv konnten die von Carl Zeiss Jena produzierten Tessar, Flektogon sowie Cardinar verwendet werden.
Zur ersten Kamerageneration gehören:
- Werra I
- Werra II (mit Belichtungsmesser)
- Werra III (mit gekuppelten Entfernungsmesser)
- Werra IV  (mit Belichtungsmesser, gekuppelten Entfernungsmesser und Wechselobjektiv)
- Werra V (wie Werra IV zusätzlich Einblendung von Belichtungsmessung, Zeit und Blende im Sucher)

## Zweite Generation
Die zweite Generation der Kamera wurde ab 1962 hergestellt. Ausgestattet war sie mit einem Prestor RVS Lichtwertverschluss mit der schnellsten Verschlusszeit von 1/750 s
- Werra mat (mit gekoppelten Belichtungsmesser ohne Abdeckklappe, Einblendung von Belichtungsmessung, Zeit und Blende im Sucher)
- Werra matic (mit gekoppeltem Entfernungsmesser und gekoppelten Belichtungsmesser ohne Abdeckklappe, Einblendung von Belichtungsmessung, Zeit und Blende im Sucher)

## Dritte Generation
Ab 1964 bis Produktionsende mit gestalterische Überarbeitung der gesamten Frontseite. Zudem wurde der Vulkanitbelag auf eine Belederung umgestellt. Ebenso wurde ein Blitzschuh integriert.
- Werra 2 als mat und matic